# Розподіл Гаусса — Кузьміна
Помилка Lua у Модуль:Navbar у рядку 61: Неприпустима назва {{subst:PAGENAME}}.
У математиці, розподіл Гаусса–Кузьміна — це дискретний розподіл ймовірностей, який виникає як границя розподілу ймовірностей коефіцієнтів розширення неперервного дробу рівномірно розподіленої випадкової величини на (0, 1). Розподіл названо на честь Карла Фрідріха Гаусса, який вивів його близько 1800 року, і Родіона Кузьміна, який дав обмеження на швидкість збіжності 1929 року. Він задається функцією ймовірности:
{\displaystyle p(k)=-\log _{2}\left(1-{\frac {1}{(1+k)^{2}}}\right)~.}

## Теорема Гаусса – Кузьміна
Нехай
{\displaystyle x={\frac {1}{k_{1}+{\frac {1}{k_{2}+\cdots }}}}}
нескінченний дріб розширення випадкового рівномірно розподіленого на (0, 1) числа х. Тоді
{\displaystyle \lim _{n\to \infty }\mathbb {P} \left\{k_{n}=k\right\}=-\log _{2}\left(1-{\frac {1}{(k+1)^{2}}}\right)~.}
Аналогічно, нехай
{\displaystyle x_{n}={\frac {1}{k_{n+1}+{\frac {1}{k_{n+2}+\cdots }}}}~;}
тоді
{\displaystyle \Delta _{n}(s)=\mathbb {P} \left\{x_{n}\leq s\right\}-\log _{2}(1+s)}
прямує до нуля при n, що прямує до нескінченності.

## Швидкість збіжності
У 1928 році Кузьмін дав границю
{\displaystyle |\Delta _{n}(s)|\leq C\exp(-\alpha {\sqrt {n}})~.}
У 1929 році Поль Леві її поліпшив
{\displaystyle |\Delta _{n}(s)|\leq C\,0.7^{n}~.}
Пізніше, Едуард Вірсинг показав, що для λ=0.30366… (стала Гаусса — Кузьміна — Вірсинга), границя
{\displaystyle \Psi (s)=\lim _{n\to \infty }{\frac {\Delta _{n}(s)}{(-\lambda )^{n}}}}
існує для кожного {\displaystyle x\in [0;1]}, а функція Ψ(х) є аналітичною і задовольняє Ψ(0)=Ψ(1)=0. Подальші границі були доведені К. І. Бабенком.